# 斉藤安弘
斉藤 安弘（さいとう やすひろ、1940年〈昭和15年〉8月21日  - ）は、日本のフリーアナウンサー。ニッポン放送元アナウンサー。愛称は「安弘」を音読みさせたアンコー、アンコーさん。

## 概要
神奈川県横浜市出身。神奈川県立横浜平沼高等学校、中央大学法学部法律学科卒業後、1964年ニッポン放送入社（同期のアナウンサーは宮田統樹ら）。1967年スタートの同局看板番組「オールナイトニッポン」で、初代パーソナリティとして名を馳せた。同期入社の亀渕昭信とカメ&アンコーのコンビで人気を集め、「水虫の唄」を大ヒットさせるなどラジオ業界の深夜放送ブームに寄与した。
「オールナイトニッポン」降板後は『朝はおまかせアンコーです!』などワイド番組を担当したが、1986年管理部に異動、アナウンサー職を離れた。1992年からフジサンケイグループ傘下の株式会社彫刻の森で管理部長兼常務取締役を務め、2003年に退任した。この間、「46歳で管理部門へ異動になったときは、寂しくて2、3日眠れませんでした。52歳で『箱根　彫刻の森美術館』などを運営するグループ会社に出向になり10年7カ月、単身赴任していたときが一番つらかったですね。」と、斉藤は話している。
2003年にアナウンサーとして復職した。長年の職を離れてのアナウンサー復職は珍しい。同年7月、『ブロードバンド!ニッポン』を担当し、新番組『オールナイトニッポンエバーグリーン』の開始に携わる。同番組は録音放送が多いが、木曜日は当直を担当するために生放送の場合があり、時間前の番組で臨時ニュースを報じたり、『ショウアップナイター』が早く終了して残り時間をスタジオから生放送で埋めたりする場合は、キャスターや臨時のパーソナリティとして登場することがあった。復帰当初からしばらくの間アナウンサールームのホームページ記載がなかったが、2006年4月1日から登場した。これについて、斉藤は「それが63歳でまたマイクの前に戻れて、今は20代の頃からのリスナーと一緒に飲んだりしているんです。不思議な人生です」と話している。
斉藤によれば、前の妻とは「（20）04年に離婚し、15歳年下の元全日空のCAと再婚しました。今のかみさんとは、僕の番組のリスナーで、飲み友達だったパイロットの紹介で知り合いました。かみさんはワタシと違って勉強熱心なんですよ。女子美術大学に入り、大学院まで通い博士号を取得。文星芸術大学や帝京大学などで色彩論を教えていて忙しいので、家事は分担です」と私生活について話している。
2005年3月20日にNHK『ラジオ深夜便』スペシャル（NHK80周年・深夜便15周年記念特番）「ビッグパーソナリティー・深夜の開放者たち」にパネリストとして出演した。
2006年1月31日発売の白夜書房刊行『笑芸人編ラジオDEパンチVOL.02』に、元TBSアナウンサーの榎本勝起との対談が掲載され、特別付録CDに特別番組「エノさんとアンコーさんのラジオ DE パンチ」が収録された。
2009年3月31日にニッポン放送を定年退職したが、以降も嘱託社員として木曜日の当直を引き続き担当、金曜日の早朝ニュースも担当することがあった。のちに火曜日に変更となり、臨時ニュースは通常番組中に報じる。
斉藤によれば、「5年前（2019年）から、芸能リポーターの東海林のり子さんと、『現場の東海林です。斉藤安弘アンコーです。』という番組でしゃべっています。2人合わせて172歳。ギネスもんじゃないかな（笑）。東海林さんはニッポン放送の6年先輩でして、それぞれ現場での経験を話しています。週1回の30分番組なのに1時間ぐらいしゃべっちゃうから、編集が苦労していると思います（笑）」と、述べている。

## 出演番組
- 現場の東海林です。斎藤安弘アンコーです。(2019年4月 - TBC,KBS2局ネット)[3]

### 過去の担当番組
- 斉藤安弘のオールナイトニッポン
- 西銀座で歌謡曲
- アンコーのワイド歌謡曲
- 朝はおまかせアンコーです!
- お早ようアンコー何かいいことありそうな
- ニッサンラジオ・プラザ（ニッポン放送・1981年5月2日 - 1982年9月25日）
- ラジオデー 広げようラジオの魅力（2009年5月6日 NHKラジオ第1放送）
- ザ・ホットライン ヨコハマろはす　木曜日レギュラーゲスト（ラジオ日本・2009年10月 - 2010年3月）
- 斉藤アンコーの朝まで待てない （ラジオ日本、2010年4月5日 - 2012年3月26日）

アナウンサー復帰後
- ブロードバンド!ニッポンフライデースペシャル「5時はおまかせアンコーです!」
- あの時君は若かった〜フォーエバーヤングニッポン　（2005年1月10日）
- オールナイトニッポンアゲイン（ニッポン放送・BSフジ）
- オールナイトニッポンエバーグリーン
- ゴールドミッドナイトトラフィック ニッポン放送交通情報（火曜日）
- 宮藤官九郎のオールナイトニッポンGOLD（ニッポン放送、交通情報担当）

## CM
- 再春館製薬所

## その他
放送メディア以外の出演
- 映画『宇宙怪獣ガメラ』（1980年、大映） - アナウンサー役
- 全日本空輸（ANA）機内放送「オールナイトニッポンクラシックス」（2010年4月 - 2016年10月）

コラム執筆
- アンコーの遊楽帳（夕刊フジ水曜日発行分）